# 獐
獐，亦作麞、麕，又名河麂、牙獐、中國水鹿，被认为是最原始的鹿科动物，原产地在中国东部和朝鲜半岛，其特色为具有獠牙，无鹿角。獐在台灣約在十九世紀初滅絕，只見於遺址中; 中国境内則属于濒危动物，目前主要分布在舟山群岛、洪泽湖、洞庭湖周边等湿地。

## 趣闻
1870年代被引入英国后，由於其牙齒外觀与欧式吸血鬼形象类似，獐又被英语国家人士迷信地稱作“吸血鬼鹿”（英語：vampire deer）。

## 形态
獐是一种小型的鹿科动物。四肢与脖子较长，后腿较前腿长，所以经常用兔子一般的跳跃方式前进。耳朵短小而圆。
毛皮为棕黄色，幼鹿毛色较成年鹿深，为深棕色。
| 身长（包括头部） | 77 - 100 厘米 |
| 肩高             | 45 - 55 厘米  |
| 尾长             | 6 - 7.5 厘米  |
| 雄性平均体重     | 11 - 14 公斤  |
| 雌性平均体重     | 8 - 11 公斤   |

獐的獠牙是加长版的犬齿，雄性的獠牙较雌性的长平均长度约8厘米，雌性的獠牙平均长度为0.5厘米左右。獐和其他鹿科动物不同的是不论雌雄都终生不长鹿角。

## 习性
雄性獐是领地性很强的动物，会用尿液和粪便来标记自己的领地。当别的雄性入侵时，如果威胁无效领地内的雄獐会向对方发起进攻。争斗中双方都会使用自己的獠牙来试图刺伤对方的头部，颈部或者背部。打斗通常在其中一方低头认输或者逃跑的情况下结束。雌性獐在繁殖季节以外不具有很强的领地性，但是在小鹿出生的前后这段时间母鹿会显示出攻击性，把靠近小獐的其他母獐驱赶走。

## 繁殖
獐的发情期为每年11月到12月，此时雄性会跟踪雌性，根据气味判断雌性是否发情。多数交配会发生在雄性的领地内。雌獐的怀孕周期通常为170到210天，每年5月到7月为产子高峰期。雌獐会选择开阔地带分娩，然后把小獐带到植被茂密的区域隐藏起来。一头雌獐平均一胎会产下1-3头小獐。相较别的鹿类动物而言算是比较多产的。

## 獐在中国
獐原产于中国且有少部分生存在朝鲜半岛。在中国曾经广泛分布在长江下游江苏、浙江、上海等地区。獐喜欢在河流两岸的茂密芦苇丛中栖息来隐藏和保护自己，同时在沼泽、湿地、草原、山地甚至经人类开垦的田地中都能找到它们的身影。獐擅长游泳经常可以游数公里往返于岛屿之间寻找食物和藏身处。
如今在上海野外消失了百年之久的獐现在已经在滨江森林公园重新出现，2009年12只被散养的獐数量大幅增加。不少游客把拍摄到的獐的照片以及影片上传到网络上分享，唤起大家保护大自然爱护珍稀动物的意识。希望这种回家的动物不要再遭到被驱赶的命运。
在中国獐的保护形势依然严峻，栖息地破坏和非法捕猎依然是对这种对于环境极度敏感的小动物的最大威胁。

## 相册

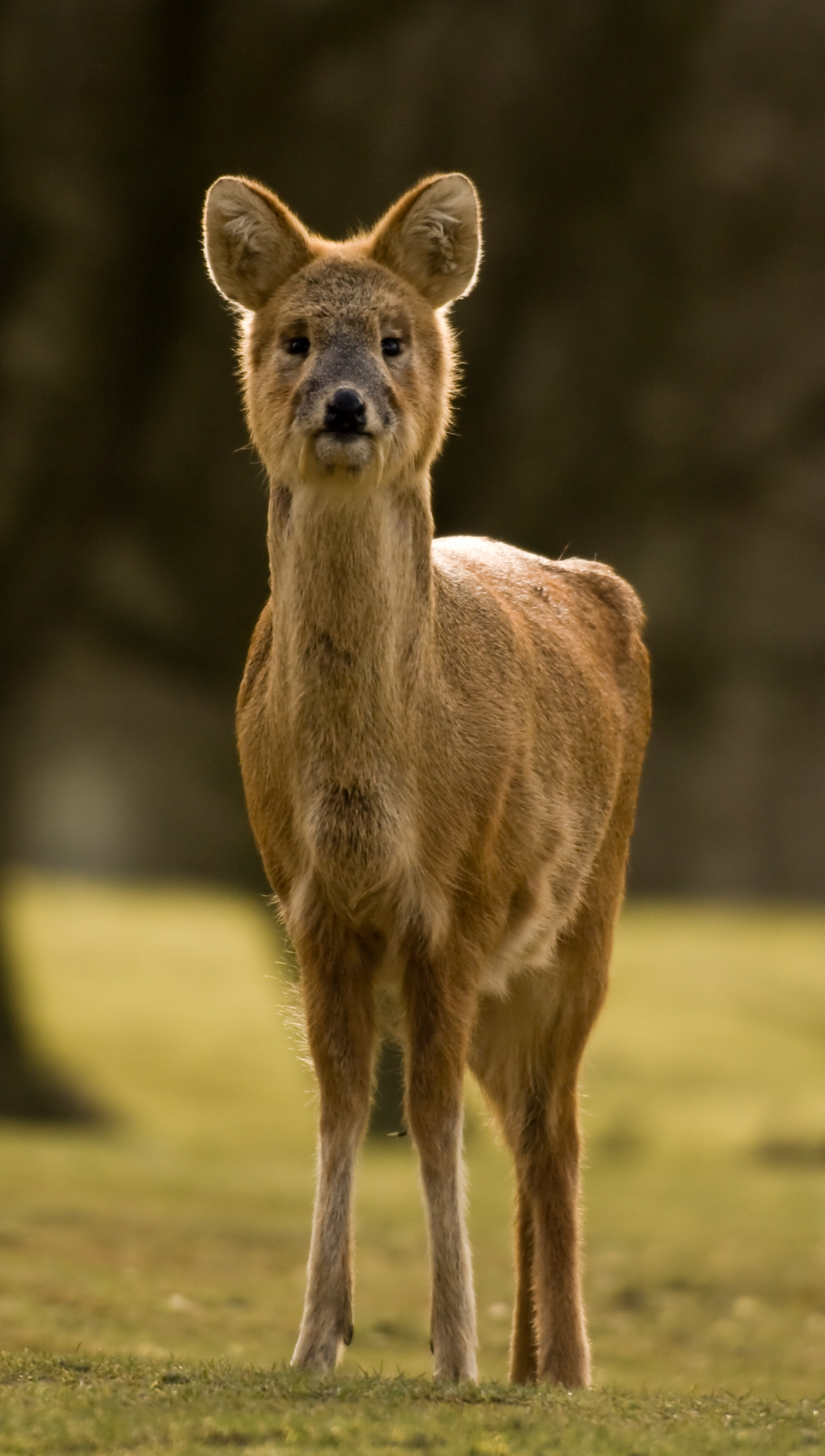
英国动物园里的獐
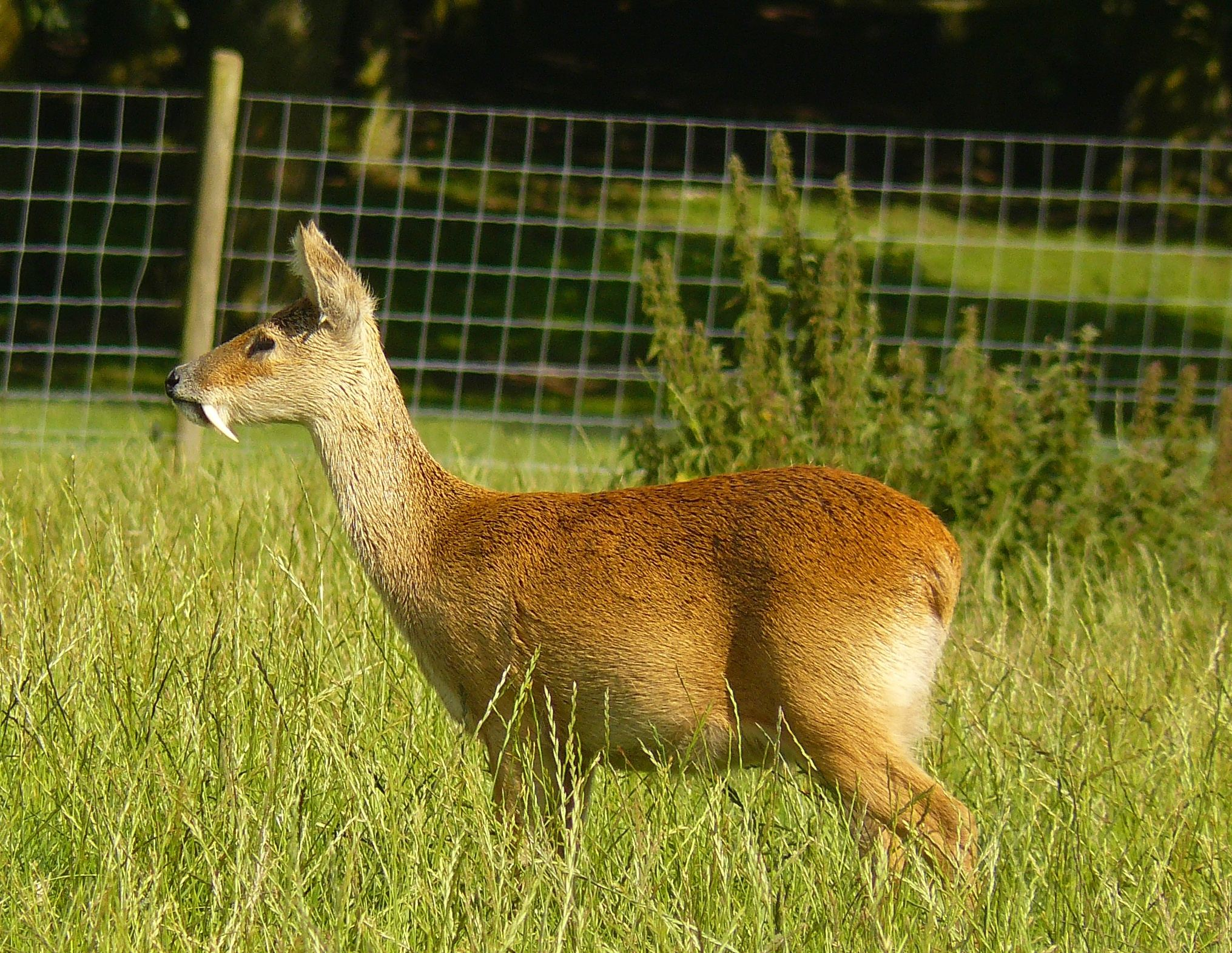
雄性守望
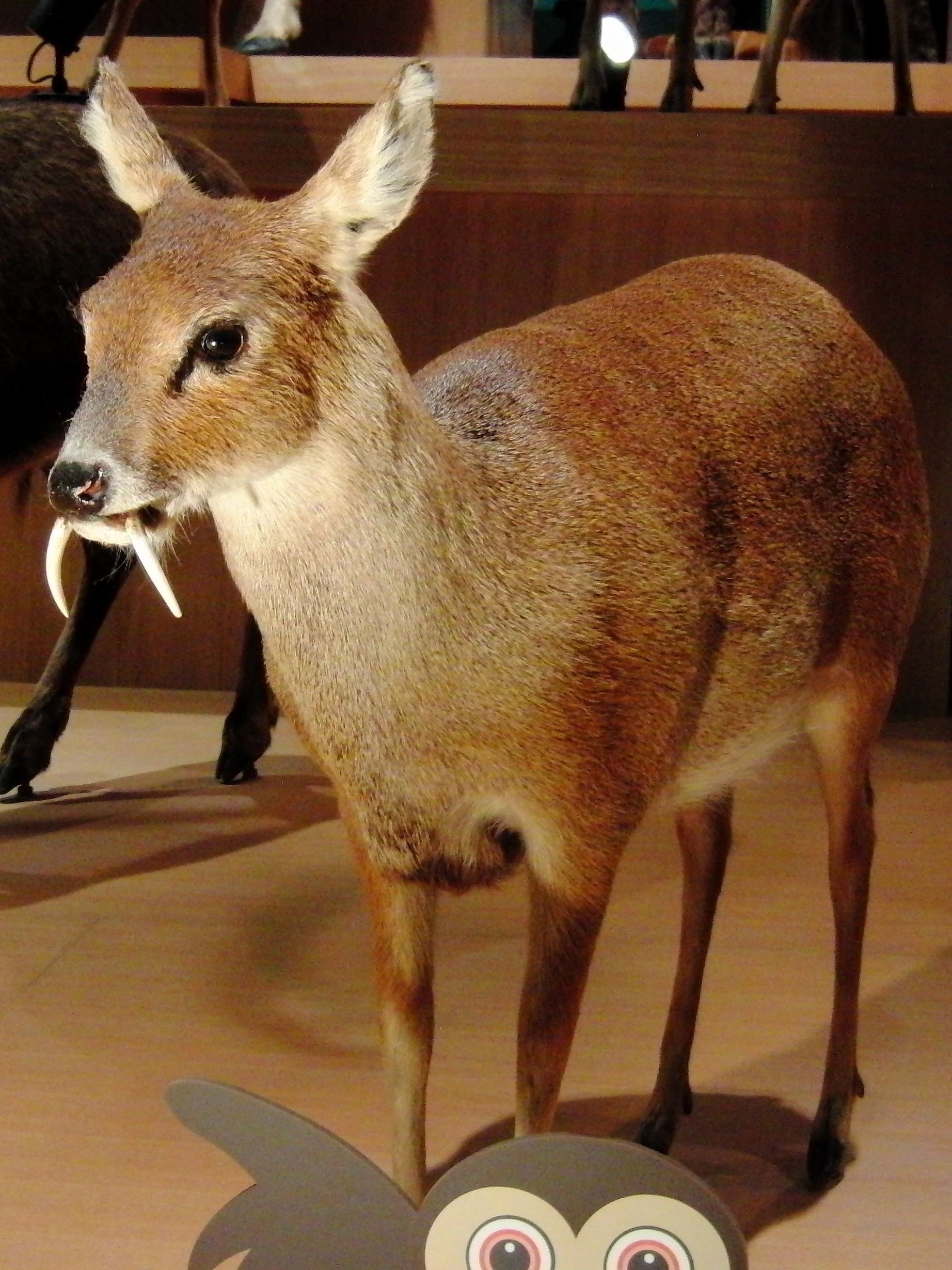
博物馆里的展示